# Adamantan
Adamantan – organiczny związek chemiczny, tricykliczny węglowodór nasycony.
W temperaturze pokojowej jest białym, krystalicznym ciałem o zapachu przypominającym kamforę. Niewielkie ilości adamantanu występują w ropie naftowej i niektórych minerałach.
Topi się w temperaturze ok. 270 °C (jedna z najwyższych temperatur topnienia węglowodorów nasyconych), sublimuje przed osiągnięciem temperatury wrzenia (przy ciśnieniu atmosferycznym). Nierozpuszczalny w wodzie, rozpuszczalny np. w heksanie, gęstość 1,07 g/cm³. Z chemicznego punktu widzenia jest związkiem stabilnym, o wysoce symetrycznej budowie. W swej strukturze posiada dwa typy atomów węgla – drugorzędowe i trzeciorzędowe. Reaktywność jest analogiczna jak dla alkanów łańcuchowych, zależnie od warunków mogą zachodzić: substytucja wolnorodnikowa lub eliminacja.
Adamantan jest stosowany m.in. jako dodatek do tworzyw sztucznych, w farmacji, a w spektroskopii NMR w ciele stałym służy często jako wzorzec przesunięć chemicznych.
Grupa adamantylowa występuje w kilku lekach takich jak: amantadyna czy rymantadyna. Są one stosowane w leczeniu grypy typu A (nie działają na wirus grypy typu B). Rymantadyna ma większą aktywność przeciwwirusową, natomiast amantadyna jest obecnie stosowana częściej jako lek przeciwparkinsonowy. Sfunkcjonalizowana grupa adamantylowa wykorzystywana jest jako zawada przestrzenna, np. w chlorku kwasu 1-adamantanokarboksylowego stosowanym jako czynnik kondensujący.